# 马尔科·潘塔尼
马尔科·潘塔尼（1970年1月13日—2004年2月14日），或译马可·潘塔尼，意大利公路自行车手，擅长爬坡，1998年环意自行车赛和1998年环法自行车赛总冠军得主。

## 生平
潘塔尼于1992年进入职业车坛。1994年，初出茅庐的他拿下环意总成绩第2名和环法总成绩第3名。然而他在接下来的几年饱受伤病困扰。最严重的一次事故发生在1995年10月的米兰-都灵自行车赛上，他被一辆吉普车正面撞击，通过输血才保下性命。潘塔尼于1997年重回环法自行车赛并拿下总成绩第3名，1998年更是一举拿下环意和环法双冠王。
1999年，潘塔尼因血细胞比容超标（51.9%，高于国际自行车联盟规定的50%）被驱逐出当届环意，后又因亲友接连去世放弃环法。潘塔尼之后日渐消沉，开始吸食可卡因。2000年，他在环法第15赛段高雪維爾的爬坡之战后击败黄衫兰斯·阿姆斯特朗夺得赛段冠军，这也成了他生涯的最后一个冠军。在2001年环意比赛期间，他的房间内被搜出有胰岛素注射器，被罚禁赛8个月，后经过上诉禁赛撤销。
2003年春天，他又受到女友分手的打击。他在2003年环意上取得第14名，心灰意冷的他前往诊所治疗抑郁症，并表示“骑自行车是我最不想做的事”。
2004年2月，潘塔尼被发现死于意大利里米尼一酒店房间内，死因为急性可卡因中毒，终年34岁。

## 后事
潘塔尼是AC米兰球迷。在他逝世后的第二天，AC米兰臂缠黑带参赛，并在赛前默哀一分钟。
潘塔尼被葬在家乡切塞纳蒂科，阿尔贝托·通巴、阿泽利奥·维奇尼、迭戈·马拉多纳等两万多人出席了他的葬礼。
环意大利自行车赛主办方自2004年起设立潘塔尼爬坡奖，选取和他生涯相关的爬坡路段，并授予首个通过该爬坡点的车手。

## 后续调查
2013年，法国参议院公布兴奋剂调查报告，通过回溯重检发现潘塔尼在其夺冠的1998年环法上促红细胞生成素检测呈阳性。
潘塔尼1999年被逐出环意事件在2014年—2016年进行了重新审理，最终得到昭雪。意大利检察官调查发现其血检结果遭到操纵，当年黑帮克莫拉在其竞争车手身上下了重注，因而威胁医生篡改结果使得其血细胞比容超标。